# Geneviève Aubry
Geneviève Aubry (La Chaux-de-Fonds, 4 maart 1928) is een voormalig Zwitserse redactrice, journaliste en politica voor de Vrijzinnig-Democratische Partij (FDP/PRD) uit het kanton Bern.

## Biografie

Geneviève Aubry in 1983.

### Afkomst en opleiding
Geneviève Aubry was een dochter van politicus Virgile Moine. In 1949 trouwde ze met Paul Aubry, die ingenieur was en aan de Federale Polytechnische Hogeschool van Zürich had gestudeerd. Ze hadden drie kinderen. In 1949 haalde ze haar diploma van huishoudlerares. In de jaren 1960 en 1970 volgde ze opleidingen en stages in de journalistiek.

### Carrière
Aubry was vanaf 1984 aan de slag als redactrice bij het magazine L'Atout. Vanaf 1985 was ze correspondente voor verscheidene kranten. Van 1988 tot 1980 zetelde ze in de Grote Raad van Bern. Van 26 november 1979 tot 3 december 1995 was ze lid van de Nationale Raad. In het parlement zetelde ze in de commissies voor defensie, economie, buitenlandse zaken en wetenschap en onderzoek. Inzake het Jurakwestie was ze actief als antiseparatiste. Ze was oprichtster van de vrouwenbeweging van de Force démocratique, waarvan ze van 1974 tot 1981 voorzitster was. Als zeer rechtse politica zat ze in 1988 de Anticommunistische Liga voor. Ze was ook voorzitster van de Fédération romande des auditeurs et téléspectateurs en van het Romandisch comité van het volksinitiatief Jugend ohne Drogen.